# Disfòria
La disfòria és un estat patològic d'insatisfacció que sol acompanyar la depressió clínica o els estats d'ansietat generalitzada. El terme està creat per analogia amb l'eufòria, el sentiment oposat. Pot estar en relació amb el període menstrual, o sorgir com a conseqüència d'un traumatisme cranioencefàlic i després d'episodis d'excitació psíquica màxima, com ara els originats per les malalties relacionades amb el trastorn bipolar. Alguns especialistes inclouen la disfòria entre les alteracions emocionals de tipus depressiu que freqüentment es desenvolupen en els epilèptics. Sol aparèixer a continuació de la falsa alegria produïda per ingesta de drogues, en el context d'una síndrome d'abstinència o bé ser un tret general relacionat amb els processos de raonament que influeixen en la resposta a l'emoció de la persona afectada. No és un fenomen rar que els subjectes amb disfòria mostrin una atenció esbiaixada davant els estímuls desagradables, una característica que forma part de la seva tendència als pensaments rumiatius. En molts individus amb un trastorn límit de la personalitat existeix un ànim disfòric subjacent que, davant determinades circumstàncies conflictives, pot desencadenar una necessitat irracional i quasi explosiva d'actuar sense tenir en compte els efectes de la seva conducta. Hi ha autors que consideren determinats casos de distímia com una disfòria crònica establerta a partir d'una personalitat amb característiques negativistes. De vegades forma part dels problemes sexuals en les relacions de parella. Amb certa freqüència, és un dels factors causals d'idees suïcides en dones.